# Tipula sciurus
Tipula sciurus är en tvåvingeart som beskrevs av Günther Theischinger 1977. Tipula sciurus ingår i släktet Tipula och familjen storharkrankar. Inga underarter finns listade i Catalogue of Life.